# Stuxnet
Stuxnet eller ”the bug” är en datamask (trojansk häst) som användes för att sabotera urananrikningscentrifuger i en anläggning i Natanz i Iran. Masken upptäcktes i juli 2010 efter ha läckt ut på det allmänna Internet. Masken konstruerades av USA och Israel i en operation som började planeras år 2006 under namnet Olympic Games.

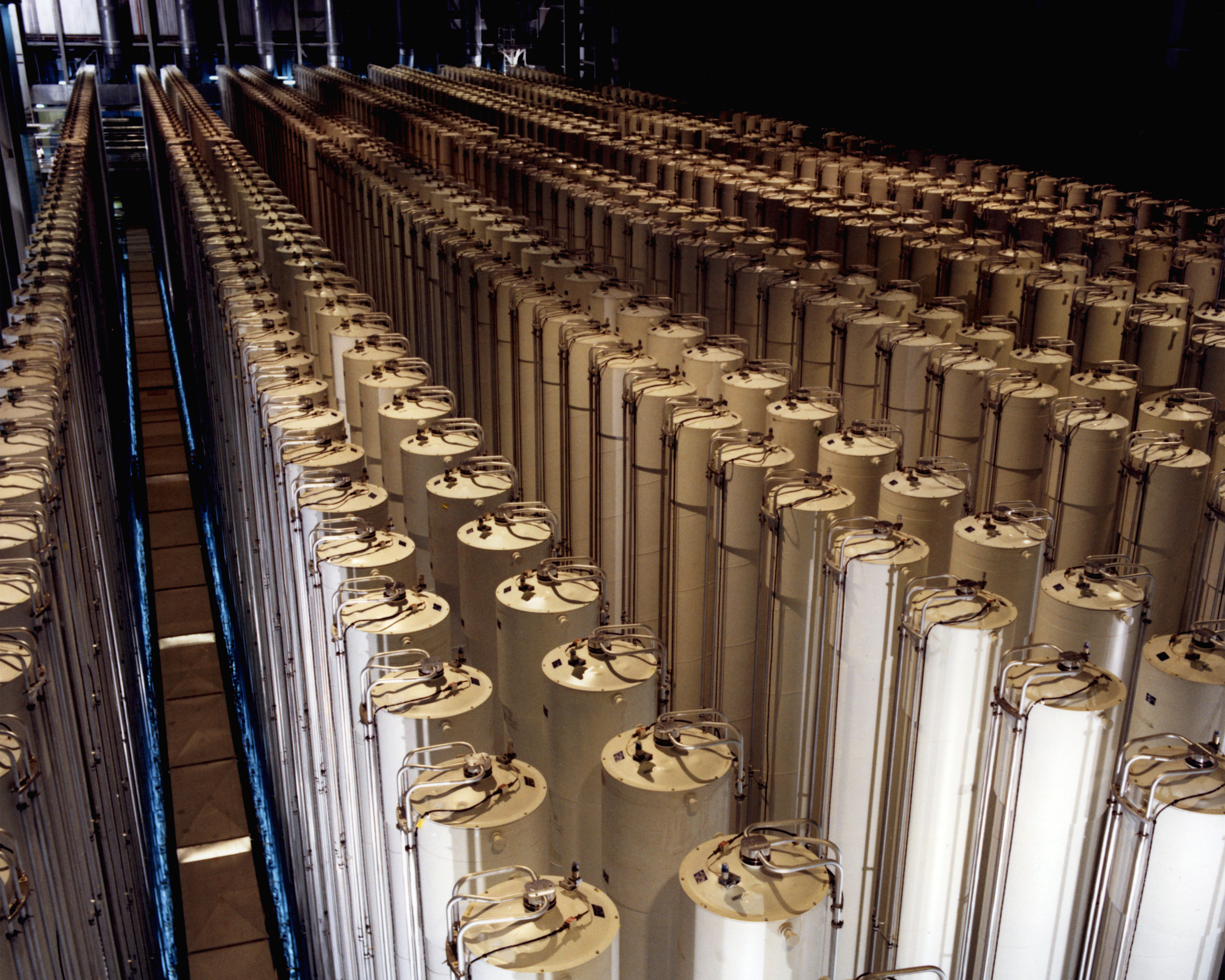
Exempel på centrifug för urananrikning

Stuxnet är det första bekräftade exemplet på ett fysiskt sabotage via datorprogram. Programmet innehåller många olika komponenter – alla mycket avancerade – bland annat för att sprida programmet, för att bryta sig igenom säkerhetsskydd, för att kommunicera med  kommandocentraler, för att utföra det fysiska sabotaget och för att dölja angreppet. 
Masken utnyttjade flera dittills okända säkerhetshål för att ta sig runt intrångsskydd. Centrifugerna manipulerades via Siemens scadasystem WinCC som används för övervakning och styrning av industriprocesser.  I viruset ingick även kod för centrifugernas styrdatorer.
Ett av Stuxnets sabotage var att programmera centrifugerna att spinna för fort för att slita ut dem. Anläggningen i Natanz består av tusentals centrifuger och effekten av attacken var att dessa centrifuger fick kortare livslängd och oftare behövde bytas ut. Det internationella säkerhetsorganet ISIS observerade att Natanzanläggningen i slutet av 2009 eller början av 2010 tvingades byta ut cirka tusen centrifuger.
Datamaskens omfattning gjorde att experter som Jevgenij Kasperskij tidigt drog slutsatsen att den var skapad av en statlig organisation, då privatpersoner skulle ha saknat de resurser som krävs.
Givet att Iran brustit i efterlevnad av avtal med Internationella atomenergiorganet (IAEA) om kärnämneskontroll och av resolutioner av FN:s säkerhetsråd, har Marco Roscini ställt frågan om Olympic Games kan försvaras folkrättsligt genom att den förebyggde spridning av kärnvapen eller kärnladdningar. Hans eget svar på frågan är ”nej”.
Den svenske juristen Dirk Roland Haupt har analyserat de folkrättsliga aspekterna av Stuxnetsabotaget och drar slutsatsen att Stuxnet var en ”försvarbar och godtagbar intervention, folkrättskonform eller ej”. Enligt Dirk Roland Haupt fanns starka skäl att tro att Iran agerade i strid med icke-spridningsfördraget och han betraktar Stuxnet som en motåtgärd mot detta handlande.
Tidningen Wireds reporter Kim Zetter har rapporterat utförligt kring Stuxnet och också skrivit en bok om attacken.